# Monaster św. Tichona Zadońskiego w South Canaan
Monaster św. Tichona Zadońskiego – prawosławny męski klasztor w South Canaan w stanie Pensylwania, stauropigialny, w jurysdykcji Kościoła Prawosławnego w Ameryce. Najstarsza prawosławna wspólnota monastyczna na kontynencie amerykańskim, działająca od 1909. 
Z koncepcją założenia prawosławnego klasztoru na kontynencie amerykańskim jako pierwszy wystąpił hieromnich Arseniusz (Czechowcew), proboszcz parafii św. Jana Chrzciciela w Mayfield (Pensylwania). Duchowny ten niemal natychmiast po swoim przyjeździe do USA (w 1902) zasugerował otwarcie w tym kraju monasteru, w którym prawosławni mnisi mogliby przygotowywać się do pracy duszpasterskiej w Ameryce. W roku następnym ks. Aleksandr Niemołowski rozwinął tę ideę w artykule w piśmie archieparchii Rosyjskiego Kościoła Prawosławnego w Ameryce, sugerując założenie nie tylko klasztoru, ale i seminarium duchownego. W maju 1905, na szóstym zjeździe Ruskiego Stowarzyszenia Wzajemnej Pomocy w Cleveland postanowiono założyć sierociniec dla osieroconych dzieci rosyjskich i rusińskich w USA. Miał on działać przy zaplanowanym już wcześniej klasztorze.
W tym samym miesiącu arcybiskup Tichon (Biełławin) zgodził się na urządzenie monasteru na zakupionej przez archieparchię farmie w South Canaan, wsparł również jego organizację z osobistych funduszy. Organizatorem monasteru został hieromnich Arseniusz. W tym samym roku arcybiskup Tichon poświęcił kompleks zabudowań klasztornych.
W 1938 przy monasterze zostało otwarte seminarium duchowne.
Szczególną czcią otaczana jest przechowywana w klasztorze kopia cudownej Ikony Matki Bożej „Szybko Spełniająca Prośby”.